# Micrurus bogerti
Micrurus bogerti är en ormart som beskrevs av Roze 1967. Micrurus bogerti ingår i släktet korallormar, och familjen giftsnokar. IUCN kategoriserar arten globalt som otillräckligt studerad. Inga underarter finns listade i Catalogue of Life.
Arten förekommer i södra Mexiko vid Stilla havet. Den lever i låglandet och i kulliga områden upp till 400 meter över havet. Ormen vistas i lövfällande skogar och i buskskogar.